# Gvinejsko-malijska granica
Granica Gvineje i Malija duga je 1.062 km, a proteže se od tromeđe sa Senegalom na sjeveru do tromeđe s Obalom Bjelokosti na jugu.

## Opis
Granica počinje na sjeveru na tromeđi sa Senegalom na rijeci Balinko, a zatim prati ovu rijeku prema jugu, prije nego što skrene prema jugoistoku, prateći različite rijeke. Granica zatim doseže rijeku Bafing, koju prati prema istoku, a zatim do Djinka. Granica zatim ide kopnom u smjeru juga, s vrlo kratkim dijelom gdje prati rijeku Niger, prije nego što se drugi kopneni dio spoji rijekom Sankarani, koju prati na određenoj udaljenosti prema jugozapadu. Granica zatim napušta ovu rijeku, idući kopnom u smjeru istoka, a zatim prema jugu nizom nepravilnih linija do tromeđe s Obalom Bjelokosti.

## Povijest
Francuska se počela naseljavati na području modernog Senegala u 17. stoljeću, a kasnije je pripojila obalu današnje Gvineje u kasnom 19. stoljeću kao koloniju Rivières du Sud. Područje je preimenovano u Francusku Gvineju 1893., a kasnije je uključeno u koloniju Francuske Zapadne Afrike. Kao rezultat borbe za Afriku 1880-ih, Francuska je preuzela kontrolu nad gornjom dolinom rijeke Niger (otprilike ekvivalentno područjima modernog Malija i Nigera). Francuska je okupirala ovo područje 1900. godine; Mali (tada poznat kao Francuski Sudan) izvorno je bio uključen, zajedno s modernim Nigerom i Burkinom Faso, unutar kolonije Gornji Senegal i Niger, no kasnije je odvojen i postao je sastavni dio federalne kolonije Francuske Zapadne Afrike (Afrique occidentale française, skraćeno AOF). Točan datum kada je povučena granica Gvineje i Malija nije siguran, ali se smatra da je povučena u vrijeme formalne institucije Francuske Gvineje 1890-ih; granica je kasnije detaljnije opisana u francuskom arretu iz 1911.
Kako je pokret za dekolonizaciju rastao u razdoblju nakon Drugog svjetskog rata, Francuska je postupno davala više političkih prava i zastupljenosti svojim kolonijama podsaharske Afrike, što je kulminiralo davanjem široke unutarnje autonomije Francuskoj zapadnoj Africi i Francuskoj ekvatorijalnoj Africi 1958. unutar okvira francuske zajednice. Godine 1958. Gvineja je stekla neovisnost, a nakon nje Mali 1960
Posljednjih godina intenzivirala se eksploatacija zlata u pograničnom području, što je rezultiralo s nekoliko lokalnih sukoba duž granice.

## Naselja uz granicu

### Gvineja
- Nouhouya
- Niagassola
- Bankon
- Niantanija

### Mali
- Kofoulabe
- Kali
- Kouremale